# Mumbai Football Arena
El Mumbai Football Arena es un estadio multiusos ubicado en la ciudad de Bombay (Mumbai), estado de Maharashtra en India. Está ubicado en el Complejo Deportivo Andheri y se utiliza principalmente para partidos y torneos de fútbol.
Sirve como estadio local del Mumbai City FC de la Superliga de India. El estadio de fútbol fue inaugurado en 1988 y renovado completamente en 2016, posee una capacidad para 8.000 espectadores y se esperaba que fuera una de las sedes de la Copa Mundial Sub-17 de la FIFA 2017. La Selección nacional de fútbol de India jugó un amistoso internacional el 3 de septiembre de 2016 venciendo a la Selección de Puerto Rico por 4-1 frente a un estadio repleto. Este fue el primer partido amistoso internacional organizado por la ciudad en 61 años.
En junio de 2018, el estadio fue sede de los 7 partidos de la Copa Intercontinental de India 2018, en la que la Selección de fútbol de India enfrentó a Kenia, Nueva Zelanda y China Taipéi en un torneo cuadrangular. India venció a Kenia 2-0 en la final para ganar el torneo.
Fue sede de la final de la Superliga India de 2019 entre el Bengaluru FC y el FC Goa. Bengaluru FC ganó el partido gracias a un gol tardío del defensa Rahul Bheke. Esta fue la primera Superliga india del Bengaluru FC.
Es una de las tres sedes anfitrionas de la Copa Asiática Femenina de la AFC de 2022.